# Ісмендери
Ісменде́ри (рос. Исмендеры, чув. Исментер) — присілок у Чувашії Російської Федерації, у складі Кільдішевського сільського поселення Ядринського району.
Населення — 112 осіб (2010; 101 в 2002, 163 в 1979, 298 в 1939, 251 в 1926, 204 в 1897, 276 в 1859).

## Історія
Історичні назви — Ісмендерово (1917–1924), Єсмендерова. До 1866 року селяни мали статус державних, займались землеробством, тваринництвом. У кінці 19 століття діяв вітряк. У 1920-ті роки діяла початкова школа, працювали різні майстерні. 1930 року створено колгосп «Радіо». До 1927 року присілок входив до складу Шуматовської волості Ядринського повіту. Після переходу 1927 року на райони — у складі Аліковського, з 1939 року — у складі Совєтського, у період з 26 листопада по 18 грудня 1956 року — знову у складі Аліковського, потім — у складі Ядринського району.

## Господарство
У присілку діє спортивний майданчик.